# 100% Життя
Благодійна організація «100% життя» (раніше відома як Всеукраїнська мережа людей, які живуть з ВІЛ/СНІД) — благодійна організація в Україні. Займається адвокацією та забезпеченням лікуванням людей із ВІЛ/СНІД.
Організацію створено 2001 року, вона є виконавцем проєктів Глобального фонду та USAID в Україні. БО є державним партнером у впровадженні медичної реформи та розробником системи eHealth.

## Напрямки роботи
1. АРТ для дорослих
2. АРТ для дітей
3. Медсестринський догляд
4. Паліативний догляд
5. Немедичний догляд
6. Соціальний супровід дітей-сиріт
7. Профілактику вертикальної трансмісії
8. Надання послуг ЧСЧ
9. Надання послуг ув'язненим
10. Оздоровлення
11. Організація та відкриття громадських центрів, дитячих центрів, груп самодопомоги, терапевтичних таборів

## Медичний центр «100% Життя»
Медичні центри «100% життя» надають послуги як загальним пацієнтам, так людям, які живуть з ВІЛ. Центри є інклюзивним простором, частиною електронної медичної системи eHealth. У центрі можна отримати консультацію лікарів: сімейної практики, інфекціоніста, гінеколога, уролога, проктолога, дерматовенеролога, нарколога, психіатра та невропатолога. Пілотний центр було відкрито у Полтаві восени 2016 року. 18 травня 2018 року перший Медичний центр «100% життя» відкрито у Києві.

## Внесок у запровадження Електронної системи охорони здоров'я eHealth
У березні 2017 року МОЗ, громадська організація «Transparency International», БО «100% Життя» та Державне агентство з питань електронного урядування підписали Меморандум, у якому йшлося про спільну розробку eHealth.
Для координації роботи створили спеціальний Проєктний офіс, який очолив представник «Transparency International» Юрій Бугай. До цього офісу увійшли понад 180 людей: розробники інформаційних систем, представники пацієнтів, лікарів та державних органів. Усі вони — волонтери.
У подальшому офіс лише адмініструватиме систему, але володіти нею і відповідати за її цілісність та безпеку буде міністерство.
Система eHealth працює в тестовому режимі з вересня 2017 року, коли стало технічно можливо зареєструвати у системі медичний заклад, лікарів, а також ввести дані декларацій пацієнтів.
5 лютого 2018 року відбулася передача майнових прав інтелектуальної власності від Проєктного офісу до Міністерства охорони здоров'я України. Відтоді за подальшу розробку та впровадження eHealth відповідає МОЗ, для чого в грудні 2017 року було створено ДП «Електронне здоров'я» [Архівовано 18 грудня 2019 у Wayback Machine.].
2018—2024 - реалізовано проєкт Access Pro, який включав розробку ключових модулів медичної інформаційної системи «Моніторинг соціально значущих хвороб».

## Досягнення
- 2006 — премія «Червона стрічка», як найкраща організація у світі в сфері боротьби зі стигмою та дискримінацією щодо ВІЛ-позитивних людей[5]
- 2008 — фільм «ТЕСТ», переможець кінофестивалю короткометражних фільмів «Своє кіно»[6]
- 2016 — нагорода PEPFAR за найкраще партнерство[7][ангажоване джерело]
- 2016-17 — найбільший благодійник України за версією Українського форуму благодійників[8][ангажоване джерело]